# كريستين كونولي
كريستين كونولي (بالإنجليزية: Kristen Connolly)‏ مواليد 12 يوليو 1980 في نيو جيرسي، الولايات المتحدة، هي ممثلة أمريكية بدأت مسيرتها الفنية عام 2003.

## الأعمال
- ابتسامة الموناليزا
- الحدث
- كوخ الغابة
- ذا غود وايف
- بيت من ورق

## وصلات خارجية
- كريستين كونولي على موقع IMDb (الإنجليزية)
- كريستين كونولي على موقع ميتاكريتيك (الإنجليزية)
- كريستين كونولي على موقع روتن توميتوز (الإنجليزية)
- كريستين كونولي على موقع قاعدة بيانات الأفلام العربية
- كريستين كونولي على موقع ألو سيني (الفرنسية)
- كريستين كونولي على موقع أول موفي (الإنجليزية)
- كريستين كونولي على موقع قاعدة بيانات الأفلام السويدية (السويدية)
- كريستين كونولي على موقع قاعدة بيانات الفيلم (الإنجليزية)
- كريستين كونولي على موقع ليتربوكسد (الإنجليزية)
- كريستين كونولي على موقع كينوبويسك (الروسية)